# Gebäudebrüter

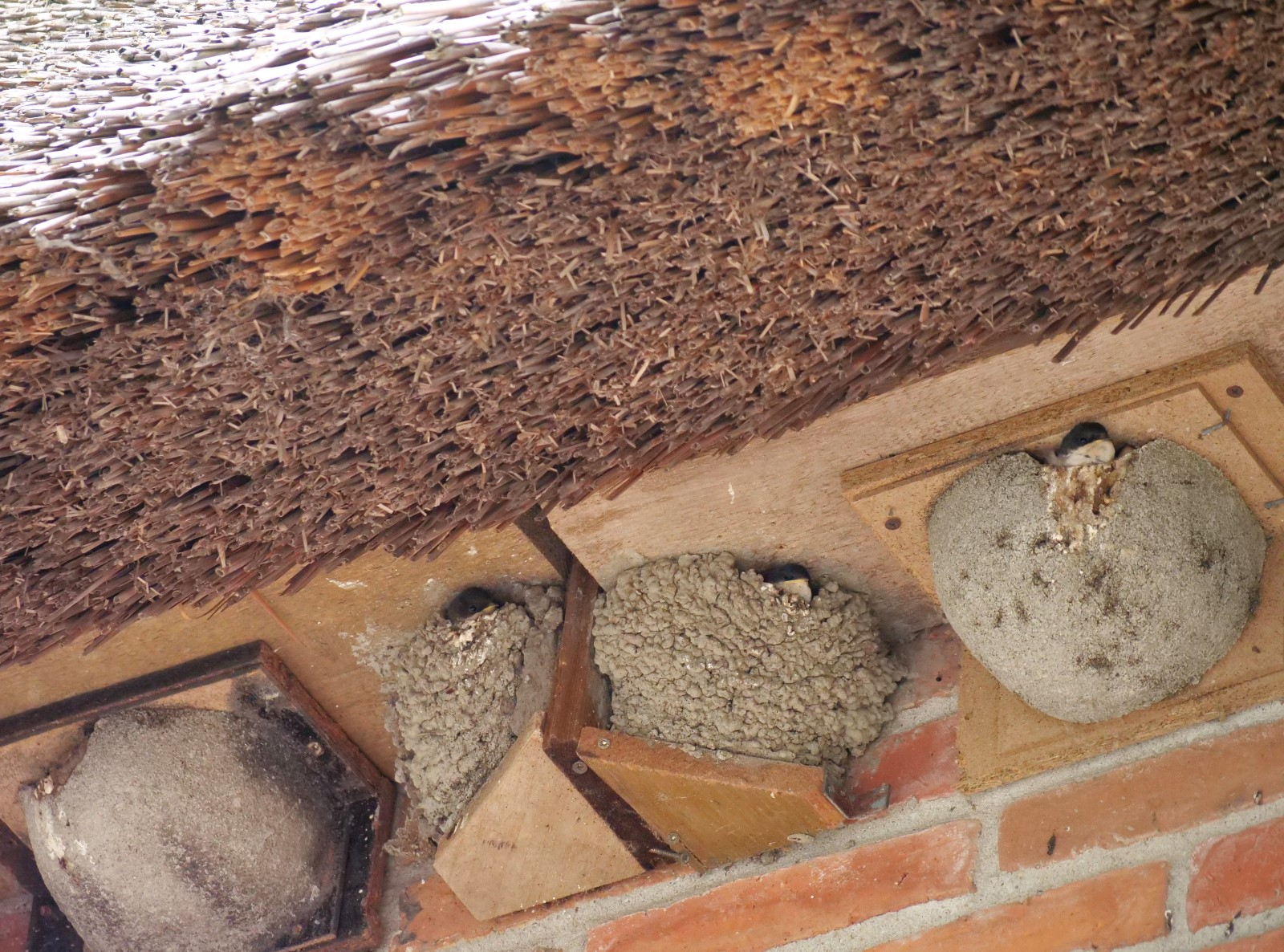
Mehlschwalbe: natürliche und künstliche Nester an Hausfassade

Als Gebäudebrüter werden Vogelarten bezeichnet, die in, an oder auf Gebäuden ein Nest bauen oder dort eine passende Fläche nutzen, um Eier zu legen, zu brüten und ihre Jungen großzuziehen. Manche Arten nutzen die Nistplätze auch außerhalb der Brutzeit, etwa als Schlafplatz und Fluchtort. Bis auf die Haustaube (Columba livia f. domestica) zählen von den Gebäudebrütern alle europäischen Arten zu den „besonders geschützten“ oder sogar „streng geschützten“ Vögeln.
Städtische Gebäudebrüter bereichern die Biodiversität von urbanen Flächen und tragen zum Wohlbefinden der Menschen bei. Fledermäuse sind keine Gebäudebrüter im Wortsinne, aber ebenfalls streng geschützte Gebäudebewohner.

## Unterschiedlichste Arten
Zu den Gebäudebrütern gehören sehr unterschiedliche Vogelarten. Viele sind – wie der Star (Sturnus vulgaris) – biologisch Höhlenbrüter oder gelten – wie der Hausrotschwanz (Phoenicurus ochruros) – als Nischenbrüter. Sie nutzen die Hohlräume und Nischen von Gebäuden. Austernfischer (Haematopus australegus) und Heringsmöwe (Larus fuscus) sind ursprünglich Freibrüter beziehungsweise Bodenbrüter. Beide Arten und auch andere Seevögel nutzen zur Brut zunehmend die Flachdächer im urbanen Raum.

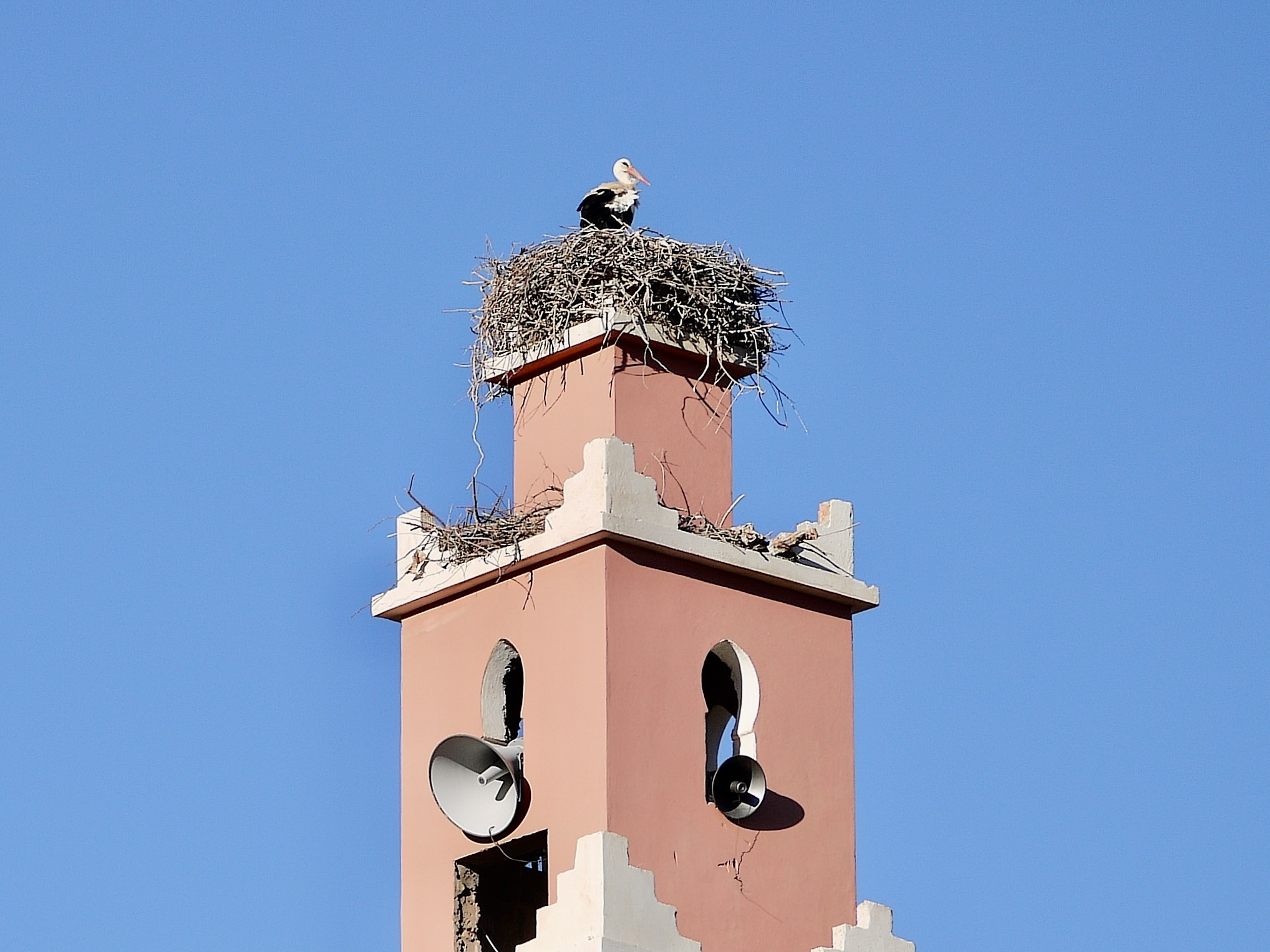
Horst eines Weißstorchs auf Moschee (Marokko)

Der Weißstorch (Ciconia ciconia), ursprünglich ein Baumbrüter, ist insofern ein Gebäudebrüter, als er etwa alte Schornsteine oder Minarette von Moscheen zum Nestbau nutzt. Greifvögel wie der Turmfalke (Falco tinnunculus), aber auch die Dohle (Corvus monedula) und die Haustaube (Columba livia f. domestica; hervorgegangen aus der Felsentaube) haben ihren ursprünglichen Lebensraum, felsige Regionen, vielfach verlassen und besiedeln ebenfalls städtische Gebäude oder auch technische Bauwerke. Sie brüten in den Innenräumen oder Nischen von zum Beispiel Kirchen, Wassertürmen und auf beziehungsweise in Schornsteinen.
Manche Arten leben schon seit Jahrhunderten mit Menschen unter einem Dach, etwa die Mehlschwalbe (Delichon urbicum, Syn.: Delichon urbica) und die Rauchschwalbe (Hirundo rustica), andere haben erst vor wenigen Jahrzehnten passende Nistplätze in der Stadt entdeckt. Dazu zählen einheimische Vogelarten wie der Buntspecht (Dendrocopos major, Syn.: Picoides major), aber auch eingeführte Arten (Neozoen) wie der Halsbandsittich (Psittacula kameri).

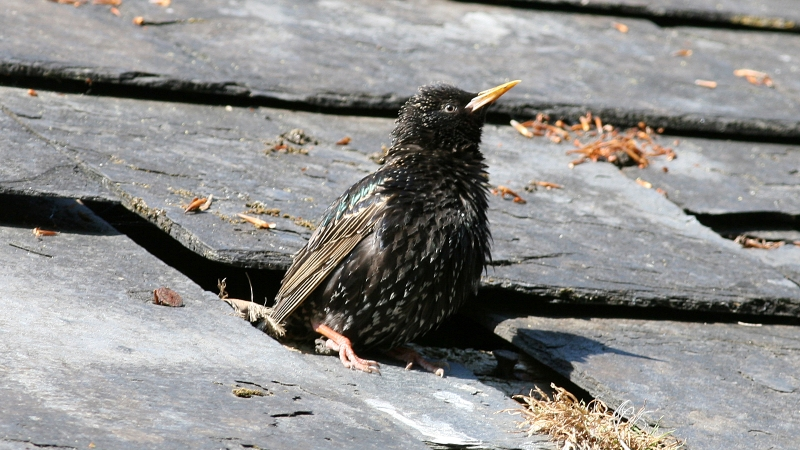
Ein Star blickt aus seiner Bruthöhle im Dach heraus.

Typische Gebäudebrüter sind: Alpensegler, Bachstelze, Dohle, Felsenschwalbe, (Fledermäuse), Grauschnäpper, Haussperling, Hausrotschwanz, Mauersegler, Mehlschwalbe, Rauchschwalbe, Blaumeise und Kohlmeise, Schleiereule, Star, Steinkauz, Turmfalke, Wanderfalke, Weißstorch. Diese Liste wächst, etwa durch die Belegung von Flachdächern mit Kies oder mit Pflanzendecke. Auch Neozoen erweitern die Artenzahl unter den Gebäudebrütern.
Vogelarten, die in Städten oder kleineren Ortschaften leben und Wohngebäude, Türme, Fabriken, Brücken oder Industrieanlagen für die Brut nutzen, sind Kulturfolger. Sie haben in anthropogener Nachbarschaft einen stabilen Fortpflanzungserfolg.

## Attraktivität von Gebäuden

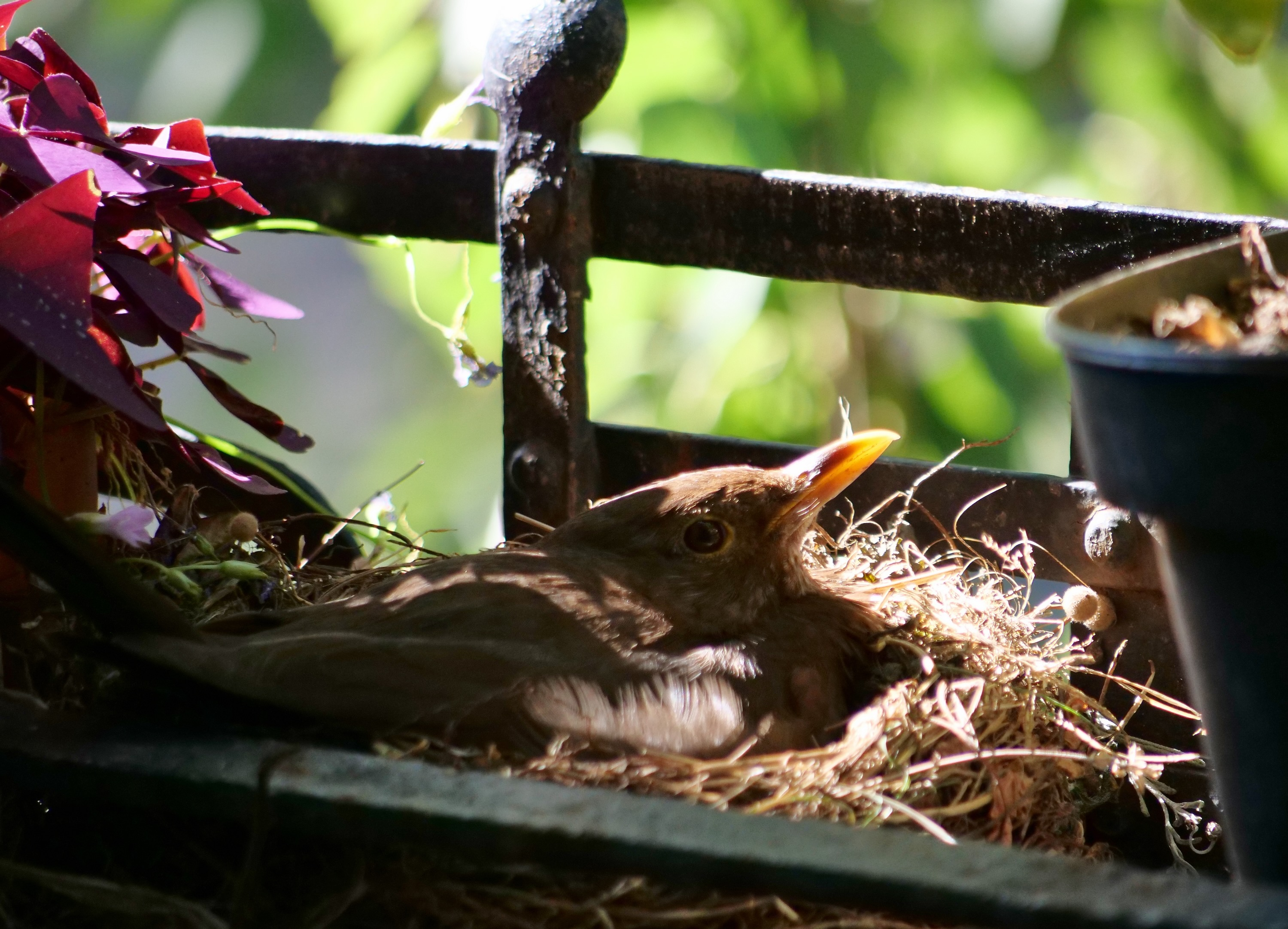
Amselnest auf Balkonbrüstung

Insbesondere für Höhlen- und Nischenbrüter ist das Angebot an natürlichen Brutplätzen heutzutage begrenzt, da der Bestand an alten Bäumen in Forsten und Park- und Grünanlagen abgenommen hat. Nicht alle Vogelarten, die etwa Baumhöhlen zum Brüten nutzen, können diese – wie die Spechte – selbst anlegen. Fehlen Baumhöhlen, kommen den Vögeln unterschiedliche Öffnungen im Dach wie auch Nischen, Balkone, Terrassen und Schornsteine gelegen.
Gerade auf dem Land ist zudem das Nahrungsangebot durch Monokulturen und Pestizide knapp geworden. Es fehlt den Vögeln an Sämereien, Insekten, kleinen Nagetieren usw. In Städten ist der Trend umgekehrt.
Zu den Push-Faktoren, die Vögel vom Land in urbane Gegenden treiben, kommen Pull-Faktoren, durch die es zahlreiche Vogelarten in die Stadt zieht und dort hält: Gebäude bieten Ausweichquartiere, und städtisches Grün (Gärten, Friedhöfe usw.) ist oft reich an samenbildenden Pflanzen, Spinnen und Insekten. Viele Vogelarten profitieren zudem von Nahrung aus Menschenhand. Weitere Vorteile sind ein Schutz vor Wind und Niederschlägen und ein meist geringer Prädatorendruck. Füchse können zum Beispiel den Bruten von Möwen auf ausgedehnten Flachdächern in der Regel nichts anhaben. Für manche Singvögel ist insbesondere das große Angebot an Nistkästen in der Stadt verlockend.

## Risiken für städtische Gebäudebrüter
Die moderne Architektur von Gebäuden mindert durch Glasfassaden, Stahlflächen und Abdichtung die Nistmöglichkeiten für Gebäudebrüter. Weil zudem Altbauten mit strukturreichen Fassaden durch Abriss oder Renovierung verschwinden, gehen jahrelang genutzte Nistplätze verloren. Das gilt im Fall der Dohle auch dann, wenn Schornsteine plötzlich abgerissen oder verschlossen werden. Durch klimafreundliche Gebäudesanierung verlieren Vögel oft abrupt ihre Lebensgrundlage.
In diesem Zusammenhang wird auch von einer ökologischen Falle (ecological trap) gesprochen: Zunächst in die Stadt gelockt, verlieren Gebäudebrüter durch Neubauten mit innovativen Baumaterialien, durch unterschiedliche Sanierungsmaßnahmen und durch Abriss von Altbauten ihre Brut- und Wohnstätten. Ein weiteres Problem entsteht Stadtvögeln durch die Bebauung von Brachen und naturnahen Grünflächen – die sogenannte Verdichtung –, weil den Gebäudebrütern damit die Nahrung (Sämereien, Insekten, Kleinsäuger usw.) entzogen wird.

## Tierschutz bei Fassadenrenovierung
Gebäudebrüter sind in der Regel standorttreu und kehren zum Brüten an Nistplätze aus dem Vorjahr bzw. an die eigene „Geburts“stätte zurück. Bei einer Fassadenrenovierung oder anderen Umbaumaßnahmen müssen diese Vögel daher geschützt werden. Zu den wichtigen Maßnahmen zählen Ausweichquartiere am Gebäude oder in der Nähe, die bereits vor Beginn von Bauarbeiten eingerichtet werden.

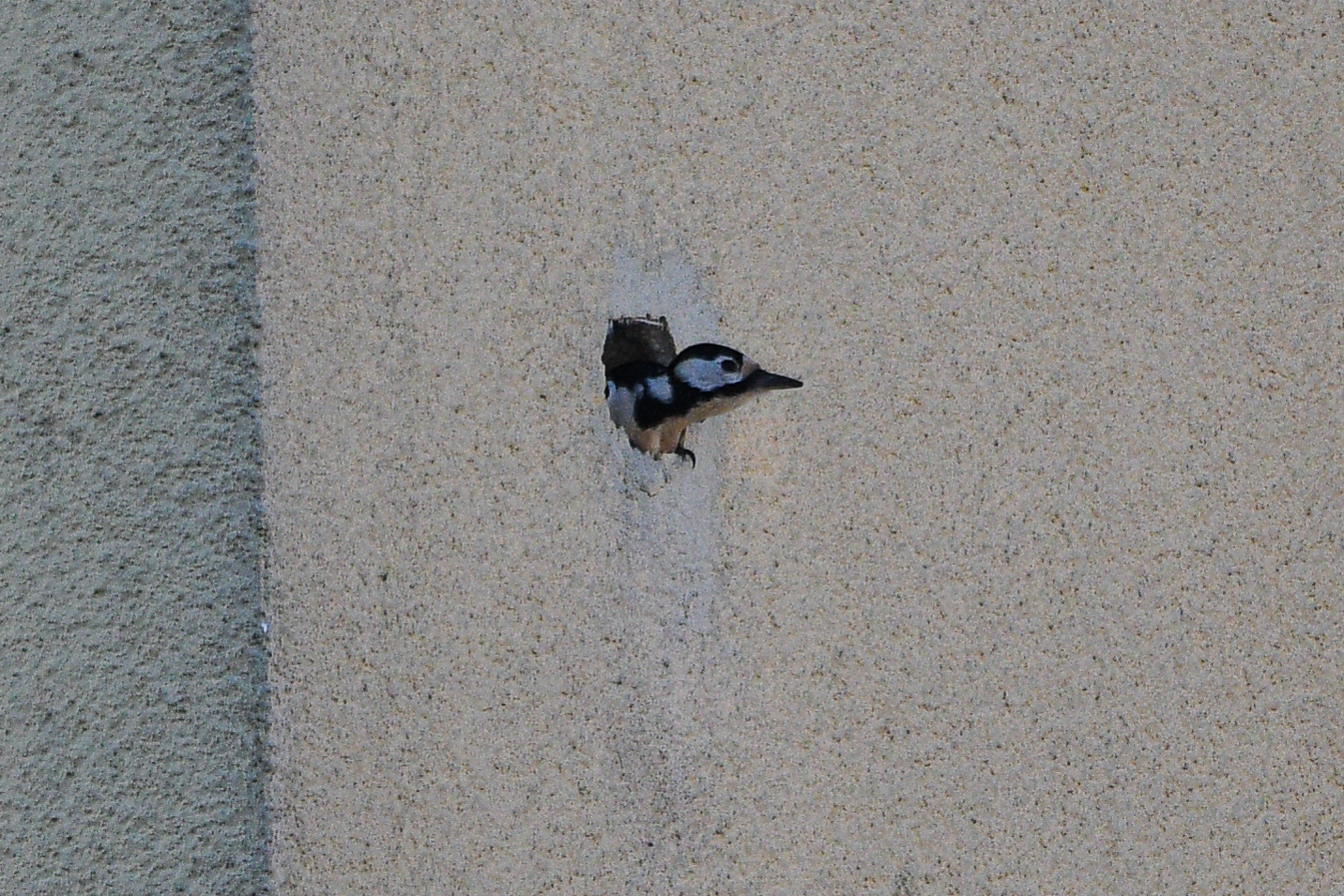
Buntspechthöhle in gedämmter Fassade

Während ein Großteil der Gebäudebrüter seine Brutplätze und Zufluchtsorte verliert, wenn etwa aus Klimaschutzgründen Fassaden renoviert werden, macht sich ein anderer Teil die Dämmungstechnik zunutze. Buntspechte durchbrechen hämmernd die harte Oberfläche der Dämmplatten und belegen Hohlräume dahinter. Weil sie mehr Löcher bohren, als sie nutzen, schaffen sie Brutplätze für andere Arten, etwa Dohlen und Stare.
Hausbesitzer bzw. Bauherren müssen Gebäudebrüter tolerieren und dürfen brütende Vögel laut Bundesnaturschutzgesetz (BNatSchG §44 (1)) weder einmauern noch vertreiben. Das heißt auch: Durch Staubnetze oder Baugerüste darf den Vögeln der Zugang zu ihren Nist- oder Schlafplätzen nicht genommen werden. Auch wenn die Tiere jahreszeitlich bedingt nicht anwesend sind, dürfen ihre Unterschlupfmöglichkeiten nicht entfernt, beschädigt oder zerstört werden. Klare Vorgaben zum Schutz von Gebäudebrütern gibt es darüber hinaus auf regionaler Ebene. Naturschutzorganisationen wie der NABU Berlin orientieren sich daran und machen sie publik. Das ermöglicht Kartierungen und Online-Datenbanken von Nestern an Gebäuden durch engagierte Naturschützer und eine vogelfreundliche Planung bei Sanierungsmaßnahmen.

## Erprobte Schutzmaßnahmen

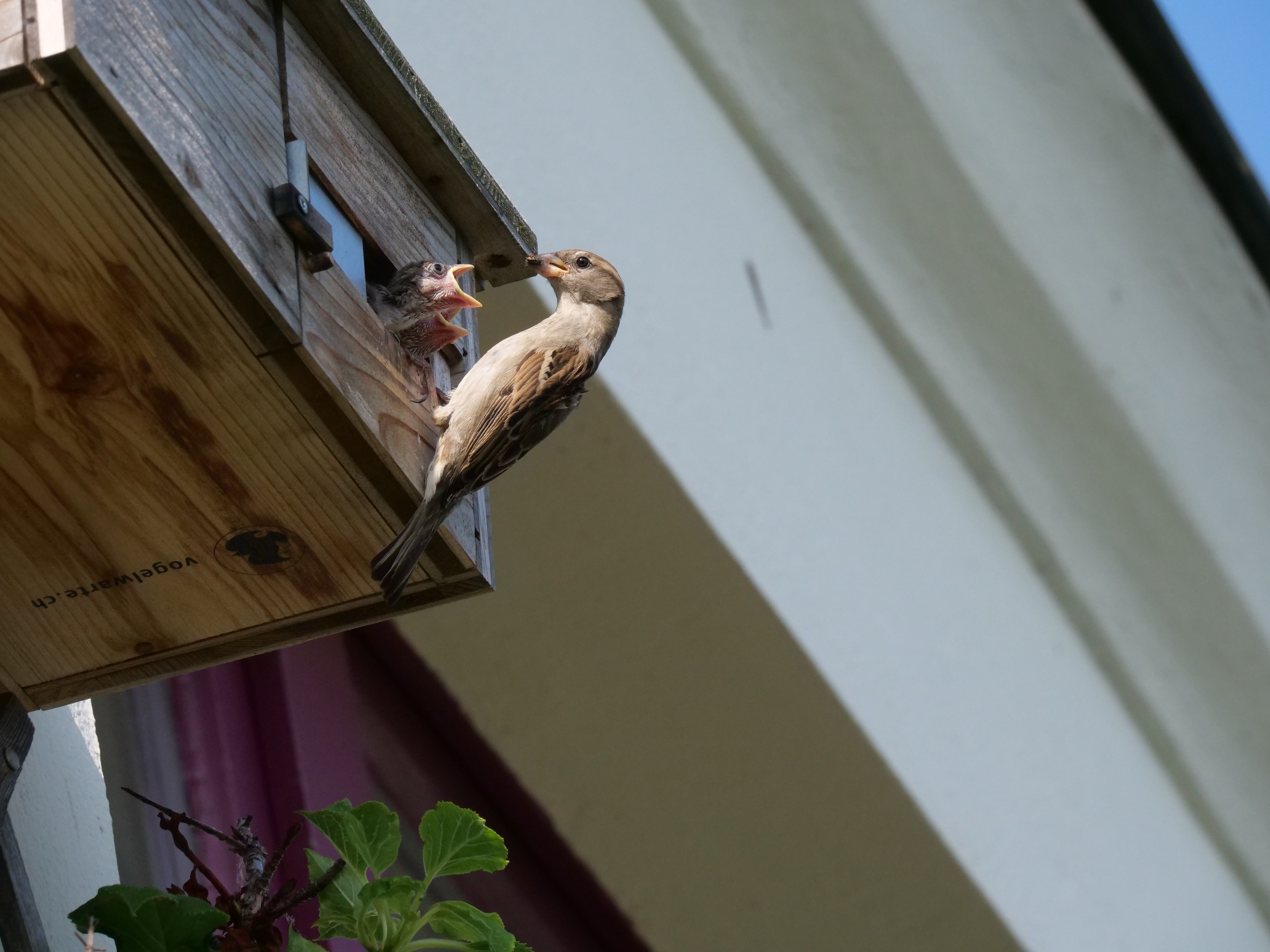
Nistkasten an Fassade: Haussperling füttert Junge

Um Vögel bei Umbauten aller Art zu schützen und um zusätzliche Brutmöglichkeiten zu schaffen, werden unter anderem künstliche Nisthilfen angeboten. Dazu zählen Nistkästen an der Hauswand (Mauersegler, Haussperling usw.) und innerhalb von Gebäuden (Turmfalke, Dohlen usw.). Wie gut sie sich bewähren, wurde mehrfach untersucht.
Auch den traditionellen Gebäudebrütern wie Mehl- und Rauchschwalbe mangelt es oft an Nistgelegenheiten, da moderne Bauernhäuser einschließlich ihrer Scheunen und Stallungen heute weniger Brutmöglichkeiten bieten und unter Umständen nicht zugänglich sind. Nicht nur Schwalben, auch Mauersegler nutzen passend angebrachte Kunstnester. Schornsteine beziehungsweise Kamine sind bei Dohlen als Brutplatz begehrt. Weil aber das Nistmaterial den Rauchabzug verhindert, werden sie heute aus gesundheitlichen Gründen verschlossen. In Wien hat man Scheinkamine neben die echten, verschlossenen gesetzt. Sie wurden von den Dohlen angenommen.